# Урбанизация
Урбанизацията е продължителен процес на нарастване на броя, ролята и големината на градовете. Последиците от нея са увеличаване на относителния дял на градското население, променяне на функциите на градовете и разпространяване на градския начин на живот. Урбанизацията влияе главно върху: развитието на селищата по страни и региони; връзките между различните по-големи градове и цялостния живот на населението. Ето защо проучването на същността и териториалните ѝ особености има голямо научно, познавателно и приложно значение.
В по-широкото разбиране за урбанизация се съдържат 2 процеса:
- количествено увеличаване и разширяване на градовете по брой, площ и население – както абсолютно, така и дялово (в отношение със селското население и селските селища);
- урбанизация – обществено разпространение и засилване на градския начин на живот, икономика и поведение.

## Урбанизация след индустриалната революция
По време и след индустриалната революция много от европейските села се преместват в градовете. Причината за това е косвен резултат от индустриалната революция. Според заповед на британския парламент от 1760 г. публичните земи (които дотогава били разрешени на земеделските стопани да пасат овцете си) са били прикрепени към земите на собствениците на земя. Тази заповед позволила на собствениците на няколко имота да държат огромни земи, което е по-ефективно от обработването на малки площи. Този феномен укрепил големите земевладелци, които станали основните производители на храни. Земеделските производители, които притежавали малките ниви, не можели да се конкурират с ниските цени, определени от собствениците на земя, и трябвало да се откажат от притежанието си на земя и да се преместят в града, където ставали работници или собственици на заводи.